# Noises Off
Noises Off is een Amerikaanse filmkomedie uit 1992 onder regie van Peter Bogdanovich. Het is een verfilming van het succesvolle Engelse theaterstuk van Michael Frayn.

## Verhaal
De theaterregisseur Lloyd Fellowes wil zijn nieuwe productie zo goed mogelijk voorbereiden. Hij heeft helaas meer oog voor zijn bevallige hoofdrolspeelster dan voor zijn werk.

## Rolverdeling
| Acteur              | Personage                         |
| ------------------- | --------------------------------- |
| Carol Burnett       | Dotty Otley / Mevrouw Clackett    |
| Michael Caine       | Lloyd Fellowes                    |
| Denholm Elliott     | Selsdon Mowbray / Inbreker        |
| Julie Hagerty       | Poppy Taylor                      |
| Marilu Henner       | Belinda Blair / Flavia Brent      |
| Mark Linn-Baker     | Tim Allgood                       |
| Christopher Reeve   | Frederick Dallas / Philip Brent   |
| John Ritter         | Garry Lejeune / Roger Tramplemain |
| Nicollette Sheridan | Brooke Ashton / Vicki             |